# Sowjetischer Fußballpokal 1988/89
Der Sowjetische Fußballpokal 1988/89 war die 48. Austragung des sowjetischen Pokalwettbewerbs der Männer. Pokalsieger wurde Dnjepr Dnjepropetrowsk. Das Team setzte sich im Finale gegen Vorjahresfinalist Torpedo Moskau durch. Da Dnjepr als Meister der Saison 1988 am Europapokal der Landesmeister teilnahm, erhielt die unterlegene Mannschaft von Torpedo Moskau das Recht zur Teilnahme am Europapokal der Pokalsieger.

## Modus
An dem Wettbewerb nahmen die 16 Erstligisten, die 22 Zweitligisten und 42 Mannschaften der drittklassigen Wtoraja Liga teil.
In der 3. Runde und im Achtelfinale wurden die Sieger in Hin- und Rückspiel ermittelt. Gab es nach beiden Partien Torgleichstand, entschied die Anzahl der auswärts erzielten Tore (Auswärtstorregel). War auch deren Anzahl gleich, fand im Rückspiel eine Verlängerung statt, in der auch die Auswärtstorregel galt. Wurde in der Verlängerung kein Treffer erzielt, musste der Sieger durch ein Elfmeterschießen ermittelt werden.
In den anderen Runden wurden die Begegnungen in einem Spiel entschieden. Stand es in den K.-o.-Spielen nach regulärer Spielzeit unentschieden, wurde das Spiel um zweimal 15 Minuten verlängert. Stand danach kein Sieger fest, wurden der Sieger per Elfmeterschießen ermittelt.

## Teilnehmende Teams
| Wysschaja Liga (16) | Wysschaja Liga (16) | Perwaja Liga (22) | Perwaja Liga (22) |
| --- | --- | --- | --- |
| - Dynamo Moskau - Lokomotive Moskau - Spartak Moskau - Torpedo Moskau - Ararat Jerewan - Dynamo Kiew - Dinamo Minsk - Dinamo Tiflis                                                                         | - Dnjepr Dnjepropetrowsk - Kairat Alma-Ata - Metallist Charkow - Neftçi Baku - Schachtjor Donezk - Tschernomorez Odessa - FK Žalgiris Vilnius - Zenit Leningrad                                                                    | - Daugava Riga - Dinamo Batumi - Dynamo Stawropol - Geolog Tjumen - Guria Lantschchuti - Karpaty Lwow - Kolos Nikopol - Kotajk Abowjan - Kuban Krasnodar - Kusbass Kemerowo - Metallurg Saporoschje | - Pachtakor Taschkent - Pamir Duschanbe - Rostselmasch Rostow - SKA Rostow - Rotor Wolgograd - Sarja Woroschilowgrad - Schinnik Jaroslawl - Spartak Ordschonikidse - Swesda Perm - Tawrija Simferopol - ZSKA Moskau |
| Wtoraja Liga (42) | | | |
| - Alga Frunse - Atlantas Klaipėda - Baltika Kaliningrad - FSK Bukowina Czernowitz - Chimik Dschambul - Dinamo Brest - Dynamo Barnaul - Dinamo Samarkand - Dinamo Suchum - Druschba Maikop - Fakel Woronesch | - Gastello Ufa - Irtysch Omsk - Iskra Smolensk - Kolcheti Poti - Krylja Sowetow Kuibyschew - Lokomotive Samtredia - Maschuk Pjatigorsk - Meliorator Ksyl-Orda - Meliorator Schymkent - Metallurg Nowokusnezsk - Neftjanik Achtyrka | - Neftjanik Fergana - Nistru Kischinjow - Nywa Ternopil - Okean Kertsch - Podolje Chmelnizki - Prikarpattja Iwano-Frankowsk - Rubin Kasan - Sarja Kaluga - Schevardini Tiflis - Sokol Saratow       | - SKA Chabarowsk - SKA Odessa - Spartak Naltschik - Tekstilschtschik Iwanowo - Torpedo Kutaissi - Topedo Rjasan - Traktor Pawlodar - Uralmasch Swerdlowsk - FK Xonqa - Zenit Ischewsk                               |

## 1. Runde
Teilnehmer: Die 22 Zweitligisten und 42 Drittligisten.
| Datum      |                           | Ergebnis              |                              |
| ---------- | ------------------------- | --------------------- | ---------------------------- |
| 02.05.1988 | Baltika Kaliningrad       | 1:0                   | Prikarpattja Iwano-Frankowsk |
| 02.05.1988 | FSK Bukowina Czernowitz   | 1:1 n. V. (7:6 i. E.) | Daugava Riga                 |
| 02.05.1988 | Gastello Ufa              | 2:1                   | Zenit Ischewsk               |
| 02.05.1988 | Dynamo Barnaul            | 4:0                   | Pachtakor Taschkent          |
| 02.05.1988 | Dinamo Brest              | 0:0 n. V. (5:6 i. E.) | Karpaty Lwow                 |
| 02.05.1988 | Dinamo Samarkand          | 0:2                   | Swesda Perm                  |
| 02.05.1988 | Druschba Maikop           | 3:1                   | Sokol Saratow                |
| 02.05.1988 | Sarja Kaluga              | 2:2 n. V. (5:3 i. E.) | Sarja Woroschilowgrad        |
| 02.05.1988 | Irtysch Omsk              | 1:0                   | ZSKA Moskau                  |
| 02.05.1988 | Iskra Smolensk            | 3:1                   | Dynamo Stawropol             |
| 02.05.1988 | Kolcheti Poti             | 2:1                   | Spartak Ordschonikidse       |
| 02.05.1988 | Krylja Sowetow Kuibyschew | 1:1 n. V. (5:3 i. E.) | Rostselmasch Rostow          |
| 02.05.1988 | Lokomotive Samtredia      | 1:0                   | Dinamo Suchum                |
| 02.05.1988 | Maschuk Pjatigorsk        | 1:0                   | Topedo Rjasan                |
| 02.05.1988 | Meliorator Ksyl-Orda      | 1:0                   | Geolog Tjumen                |
| 02.05.1988 | Meliorator Schymkent      | 0:1                   | Kusbass Kemerowo             |
| 02.05.1988 | Neftjanik Fergana         | 1:0                   | Alga Frunse                  |
| 02.05.1988 | Nywa Ternopil             | 1:0                   | Metallurg Saporoschje        |
| 02.05.1988 | Nistru Kischinjow         | 2:1                   | Neftjanik Achtyrka           |
| 02.05.1988 | Okean Kertsch             | 1:0                   | Tawrija Simferopol           |
| 02.05.1988 | Podolje Chmelnizki        | 4:0                   | Atlantas Klaipėda            |
| 02.05.1988 | Rubin Kasan               | 1:3                   | Guria Lantschchuti           |
| 02.05.1988 | SKA Odessa                | 0:2                   | Kolos Nikopol                |
| 02.05.1988 | SKA Chabarowsk            | 1:0 n. V.             | Pamir Duschanbe              |
| 02.05.1988 | Spartak Naltschik         | 3:4                   | Schinnik Jaroslawl           |
| 02.05.1988 | Tekstilschtschik Iwanowo  | 1:1 n. V. (4:2 i. E.) | SKA Rostow                   |
| 02.05.1988 | Torpedo Kutaissi          | 2:1                   | Rotor Wolgograd              |
| 02.05.1988 | Traktor Pawlodar          | 2:1 n. V.             | FK Xonqa                     |
| 02.05.1988 | Uralmasch Swerdlowsk      | 3:0                   | Dinamo Batumi                |
| 02.05.1988 | Fakel Woronesch           | 0:2                   | Kuban Krasnodar              |
| 02.05.1988 | Chimik Dschambul          | 3:2                   | Metallurg Nowokusnezsk       |
| 02.05.1988 | Schevardini Tiflis        | 1:0                   | Kotajk Abowjan               |

## 2. Runde
Teilnehmer: Die 32 Sieger der 1. Runde
| Datum      |                           | Ergebnis              |                          |
| ---------- | ------------------------- | --------------------- | ------------------------ |
| 22.05.1988 | Guria Lantschchuti        | 5:1                   | Lokomotive Samtredia     |
| 22.05.1988 | Dynamo Barnaul            | 1:0                   | Chimik Dschambul         |
| 22.05.1988 | Swesda Perm               | 0:1                   | Kusbass Kemerowo         |
| 22.05.1988 | Irtysch Omsk              | 1:0                   | Uralmasch Swerdlowsk     |
| 22.05.1988 | Iskra Smolensk            | 1:0                   | Sarja Kaluga             |
| 22.05.1988 | Kolos Nikopol             | 3:2 n. V.             | Podolje Chmelnizki       |
| 22.05.1988 | Krylja Sowetow Kuibyschew | 3:0                   | Maschuk Pjatigorsk       |
| 22.05.1988 | Kuban Krasnodar           | 1:2                   | Druschba Maikop          |
| 22.05.1988 | Neftjanik Fergana         | 0:0 n. V. (4:5 i. E.) | Meliorator Ksyl-Orda     |
| 22.05.1988 | Nywa Ternopil             | 1:0                   | Okean Kertsch            |
| 22.05.1988 | Nistru Kischinjow         | 4:1                   | FSK Bukowina Czernowitz  |
| 22.05.1988 | Karpaty Lwow              | 4:0                   | Baltika Kaliningrad      |
| 22.05.1988 | Torpedo Kutaissi          | 1:1 n. V. (5:4 i. E.) | Gastello Ufa             |
| 22.05.1988 | Traktor Pawlodar          | 2:0                   | SKA Chabarowsk           |
| 22.05.1988 | Schevardini Tiflis        | 3:1                   | Kolcheti Poti            |
| 22.05.1988 | Schinnik Jaroslawl        | 2:1 n. V.             | Tekstilschtschik Iwanowo |

## 3. Runde
Teilnehmer: Die 16 Sieger der 2. Runde und die 16 Erstligisten
| Datum             |                        | Gesamt          |                           | Hinspiel | Rückspiel |
| ----------------- | ---------------------- | --------------- | ------------------------- | -------- | --------- |
| 03.06./19.07.1988 | Dynamo Moskau          | 0:0 (1:3 i. E.) | Kolos Nikopol             | 0:0      | 0:0 n. V. |
| 03.06./20.07.1988 | FK Žalgiris Vilnius    | 4:3             | Schevardini Tiflis        | 4:2      | 0:1       |
| 04.06./20.07.1988 | Ararat Jerewan         | (a)4:4(a)       | Karpaty Lwow              | 2:3      | 2:1       |
| 04.06./20.07.1988 | Dinamo Minsk           | 4:1             | Druschba Maikop           | 3:0      | 1:1       |
| 04.06./20.07.1988 | Dnjepr Dnjepropetrowsk | 7:0             | Schinnik Jaroslawl        | 5:0      | 2:0       |
| 04.06./20.07.1988 | Zenit Leningrad        | 1:0             | Krylja Sowetow Kuibyschew | 1:0      | 0:0       |
| 04.06./20.07.1988 | Kairat Alma-Ata        | 6:1             | Irtysch Omsk              | 5:1      | 1:0       |
| 04.06./20.07.1988 | Metallist Charkow      | 3:1             | Meliorator Ksyl-Orda      | 2:1      | 1:0       |
| 04.06./20.07.1988 | Torpedo Moskau         | 3:1             | Kusbass Kemerowo          | 2:0      | 1:1       |
| 04.06./20.07.1988 | Tschernomorez Odessa   | 1:3             | Torpedo Kutaissi          | 0:2      | 1:1       |
| 04.06./20.07.1988 | Schachtjor Donezk      | 7:1             | Dinamo Batumi             | 4:0      | 3:1       |
| 04.06./21.07.1988 | Dinamo Tiflis          | 3:2             | Nistru Kischinjow         | 2:1      | 1:1       |
| 04.06./21.07.1988 | Neftçi Baku            | 4:1             | Iskra Smolensk            | 2:0      | 2:1       |
| 05.06./20.07.1988 | Lokomotive Moskau      | 1:2             | Traktor Pawlodar          | 1:0      | 0:2       |
| 05.06./20.07.1988 | Spartak Moskau         | 4:2             | Nywa Ternopil             | 4:1      | 0:1       |
| 16.07./05.09.1988 | Dynamo Kiew            | 3:2             | Guria Lantschchuti        | 2:0      | 1:2       |

## Achtelfinale
| Datum             |                     | Gesamt |                        | Hinspiel | Rückspiel |
| ----------------- | ------------------- | ------ | ---------------------- | -------- | --------- |
| 12.09./30.09.1988 | Zenit Leningrad     | 1:2    | Dnjepr Dnjepropetrowsk | 0:1      | 1:1       |
| 12.09./30.09.1988 | Metallist Charkow   | 2:3    | Torpedo Moskau         | 1:1      | 1:2       |
| 12.09./30.09.1988 | Spartak Moskau      | 6:1    | Kolos Nikopol          | 3:0      | 3:1       |
| 12.09./01.10.1988 | Kairat Alma-Ata     | 0:3    | Torpedo Kutaissi       | 0:0      | 0:3       |
| 12.09./03.10.1988 | Karpaty Lwow        | 1:3    | Dinamo Tiflis          | 0:0      | 1:3       |
| 12.09./15.10.1988 | Schachtjor Donezk   | 5:1    | Traktor Pawlodar       | 4:0      | 1:1       |
| 12.09./08.11.1988 | FK Žalgiris Vilnius | 1:3    | Dynamo Kiew            | 1:1      | 0:2       |
| 12.09./07.03.1989 | Dinamo Minsk        | 4:0    | Neftçi Baku            | 2:0      | 2:0       |

## Viertelfinale
| Datum      |                        | Ergebnis |                   |
| ---------- | ---------------------- | -------- | ----------------- |
| 29.04.1989 | Dynamo Kiew            | 3:0      | Torpedo Kutaissi  |
| 29.04.1989 | Dnjepr Dnjepropetrowsk | 1:0      | Dinamo Minsk      |
| 29.04.1989 | Torpedo Moskau         | 4:3      | Schachtjor Donezk |
| 17.05.1989 | Dinamo Tiflis          | 2:0      | Spartak Moskau    |

## Halbfinale
| Datum      |                | Ergebnis |                        |
| ---------- | -------------- | -------- | ---------------------- |
| 19.05.1989 | Torpedo Moskau | 2:0      | Dynamo Kiew            |
| 21.05.1989 | Dinamo Tiflis  | 1:2      | Dnjepr Dnjepropetrowsk |

## Finale
| Paarung                | Torpedo Moskau – Dnjepr Dnjepropetrowsk |
| Ergebnis               | 0:1 (0:1) |
| Datum                  | 25. Juni 1989 |
| Stadion                | Olympiastadion Luschniki, Moskau |
| Zuschauer              | 30.000 |
| Schiedsrichter         | Wadsim Schuk |
| Tore                   | 0:1 Anton Schoch (34.) |
| Torpedo Moskau         | Waleri Sarytschew – Wadim Rogowskoj, Walentin Kowatsch, Sergei Makejew, Sergei Schukow (75. Renat Ataullin) – Gennadi Grischin (72. Alexander Gizelow), Nikolai Sawitschew, Oleg Schirinbekow (67. Wladimir Gretschnjow), Sergei Agaschkow – Andrei Rudakow, Juri Sawitschew Cheftrainer: Walentin Iwanow |
| Dnjepr Dnjepropetrowsk | Sergei Krakowski – Andrij Sydelnykow (83. Wladimir Ljuty), Iwan Wischnewski, Wladimir Bagmut, Andrei Judin (88. Alexander Tscherwonyj) – Alexei Tscherednik, Wadim Tischtschenko, Nikolai Kudrizki (67. Jewgeni Jarowenko), Anton Schoch – Eduard Son, Jewhen Schachow Cheftrainer: Jewhen Kutscherewskyj |
| Gelbe Karten           | keine – Andrei Sidelnikow |